# 吾妻通
吾妻通（あづまどおり）は兵庫県神戸市中央区の町名の一つで、旧葺合区中南部、国道2号の北、春日野道商店街の西、生田川の東に位置する。郵便番号：651-0076

## 地理
住宅・商業地域。
東は脇浜町、南は国道2号を挟み北本町通、西は生田川を挟み（雲井橋、新生田川橋＝国道2号で接続）雲井通、北は日暮通。東から順に一～六丁目が存在する。
一丁目に阪神春日野道駅を有する。『角川日本地名大辞典』（1988年）によれば二丁目に市営葺合住宅（葺合消防署）、三丁目に建設省近畿地方建設局兵庫国道工事事務所、四丁目に神戸市立吾妻小学校（現在中央小学校へ統合され廃校）・神戸市立あづま幼稚園・吾妻派出所・吾妻公園、五丁目に葺合警察署・賀川記念館（日本基督教団神戸イエス団教会本部・神戸イエス団教会・友愛幼稚園）、六丁目に生田川公園があるという。

## 歴史
明治34年（1901年）、葺合町の一部が耕地整理され町名がついた。『神戸の町名 改訂版』では、道路整備を担当したのが「吾妻組」だったため命名されたともいうが信じがたいとしており、「旭通と同じく日暮通、八雲通、東雲通と照応させたのではないだろうか」と推測される。
- 明治42年（1909年）から賀川豊彦がこの新川スラムと呼ばれるこの一帯を拠点にキリスト教活動を始めた[2]。
- 大正11年（1922年）、吾妻尋常小学校が開校、後の吾妻小学校。
- 平成9年（1997年）、吾妻小学校が中央小学校へ統合され、跡地は平成12年（2000年）に神戸市生涯学習支援センターとなる。この一帯はかつて新川スラムと呼ばれるスラム街であった。

## 人口統計
- 平成17年国勢調査（2005年10月1日現在）での世帯数650、人口1,118、うち男性583人、女性535人[3]。
- 昭和63年（1988年）の世帯数606・人口1,278[1]